# Nina Ponomariowa
Nina Apołłonowna Ponomariowa z domu Romaszkowa (ros. Нина Аполлоновна Пономарёва (Ромашкова), ur. 27 kwietnia 1929 we wsi Smyczka w obwodzie swierdłowskim, zm. 19 sierpnia 2016 w Moskwie) – radziecka lekkoatletka, dyskobolka.
Dwukrotna złota (1952, 1960) oraz brązowa (1956) medalistka olimpijska, mistrzyni Europy (1954). Rekordzistka świata (53,61 w 1952).
Ośmiokrotna mistrzyni ZSRR.